# Čabalovce
Čabalovce (rusiń. Чабалівці, Czabaliwci) − wieś (obec) na Słowacji, w kraju preszowskim, w powiecie Medzilaborce. Miejscowość położona jest w historycznym kraju Zemplin.

## Historia
Pierwsza pisemna wzmianka pochodzi z 1494 roku.